# Sumaira Abdulali

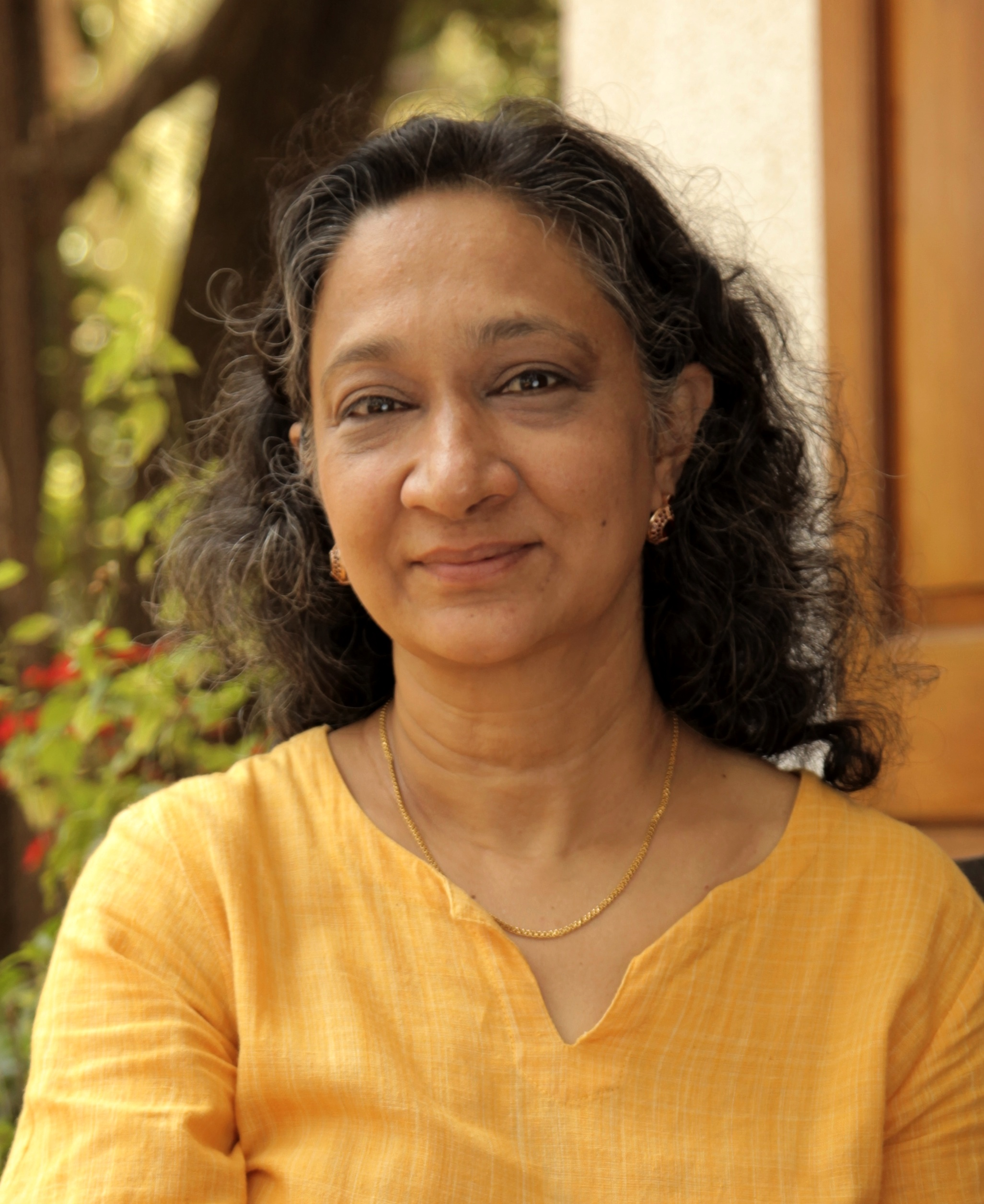
Sumaira Abdulali (2012)

Sumaira Abdulali (* 22. Mai 1961 in Bombay, heute Mumbai) ist eine indische Umweltschützerin. Sie gilt als eine der bekanntesten Umweltaktivistinnen Indiens.

## Leben
Anfang des 21. Jahrhunderts gründete sie die Awaaz Foundation, die sich gegen Lärmbelästigung und illegalen Sandabbau einsetzt. Ihr Engagement brachte sie wiederholt in lebensgefährliche Situationen. Sie gründete daher eine Organisation zum Schutz von Aktivisten, das Movement Against Intimidation, Threat and Revenge against Activists (MITRA). Sie ist ein führendes Mitglied der Bombay Natural History Society.

## Wirken
Abdulali ist für ihren Kampf gegen die Sandmafia international bekannt geworden. Zum illegalen Sandabbau, der die Küsten Indiens bedroht, sagte sie einmal: „Die lokalen Politiker sind in vielen Fällen direkt beteiligt an dem Geschäft. Und die Einnahmen werden ja noch nicht mal versteuert. Denn da der Sandabbau nicht registriert wird, gibt es auch keinen direkten Nachweis über die Einnahmen. Das Geld fließt direkt in die Taschen der Politiker, die mit dem Sandabbau Geschäfte machen.“ Sie trug maßgeblich dazu bei, den illegalen Sandabbau weltweit bekannt zu machen, indem sie an Dokumentarfilmen und Kampagnen mitwirkte und in den Medien auftrat. Ein weiterer Schwerpunkt ihrer Arbeit ist das Engagement gegen Lärmbelästigung.

## Auszeichnungen
Für ihre Arbeit hat Abdulali zahlreiche Auszeichnungen erhalten.